# Netelia incognitor
Netelia incognitor är en stekelart som beskrevs av Delrio 1971. Netelia incognitor ingår i släktet Netelia och familjen brokparasitsteklar. Inga underarter finns listade i Catalogue of Life.